# La Dominelais
La Dominelais är en kommun i departementet Ille-et-Vilaine i regionen Bretagne i nordvästra Frankrike. Kommunen ligger i kantonen Grand-Fougeray som tillhör arrondissementet Redon. År 2022 hade La Dominelais 1 414 invånare.

## Befolkningsutveckling
Antalet invånare i kommunen La Dominelais
Referens:INSEE